# Петър Берон (политик)
Вижте пояснителната страница за други личности с името Петър Берон.
Петър Кирилов Берон е български зоолог и биоспелеолог, изследовател на над 700 пещери и откривател на нови животински видове. Директор на Националния природонаучен музей при Българска академия на науките от декември 1993 до 11 юли 2005 г. Председател на Българската федерация по спелеология от 1985 г. Народен представител в VII велико народно събрание и XL народно събрание, заместник-председател на XL народно събрание. На Президентските избори в България през 1992 е кандидат за вицепрезидент, а през 2001 и 2006 г. е кандидат за президент.

## Биография
Роден е на 14 март 1940 г. в София. През 1963 г. завършва биология в Биолого-геолого-географския факултет на СУ „Св. Климент Охридски“.

### Научна кариера
От 1963 г. до 1969 г. работи като биолог в Института по зоология към Българска академия на науките. През 1967 г. специализира биоспелеология във Франция, а през 1970 г. паразитология в Прага. От 1969 г. до 1978 г. е научен сътрудник в Института по зоология при БАН. Доктор по зоология е от 1975 г. През 1978 г. е избран за доцент в същия институт и завеждащ секция „Зоология“ в Националния природонаучен музей при БАН.
Ръководител и участник в много експедиции и самостоятелни пътувания в повече от 80 страни в Европа, Азия, Африка, Северна и Южна Америка, Нова Гвинея. Изкачва множество върхове в Андите, Хималаите, Алпите, Килиманджаро, Камерун, както и в планините в Турция и Иран. През 1967 г. посещава островите Сицилия и Крит, пише книга за пещерната фауна на остров Корсика. Участва в спускането в една от най-дълбоките пропасти в света – Берже във Франция през 1969 г. През 1971 г. пътува с мотоциклет из Турция, а през 1972 г. прави обиколка на Турция, Иран, Ирак, Сирия и Ливан. В 1974 г. пътува с мотоциклет из Гърция и посещава пещери на остров Крит. През 1975 г. участва в Британска спелеологична експедиция в Нова Гвинея и в Англия.
В продължение на 3 години (1976 – 1979 г.) работи като управител на резервати в щата Плато Нигерия. Пътува из Камерун, Бенин, Того, Екваториална Гвинея, Заир – плава 1700 km по река Конго, Сенегал и Египет. През 1979 г. посещава Бразилия, Перу и Боливия. В 1980 г. пътува из остров Сардиния и Федерална република Германия. През 1981 г. е ръководител на спелеологична експедиция в Куба, пътува в Непал и Ладак. В 1982 г. посещава Куба, Мексико, Южна Корея и Гърция. Ръководител е на българска експедиция в Мозамбик, Зимбабве, Замбия и Танзания през 1983 г. Прави и проучвания в Гърция. През 1984 г. е научен ръководител на експедиция в Непал, Бирма, Тайланд, Индия и Шри Ланка. Участва в IX световен конгрес по спелеология в Испания през 1985 г. Прави проучвания в Афганистан. През 1987 г. е командирован в Китай и КНДР, прави изследвания на гръцки острови и участва в експедицията „Ама Даблам“ в Непал.
От 1993 до 2005 г. е директор на Националния природонаучен музей при БАН. Преподава зоогеография в Биологическия факултет на Софийския университет „Св. Климент Охридски“ и акарология в Пловдивския университет „Паисий Хилендарски“.
Д-р Петър Берон е изявен обществен деятел в България и в световен мащаб.
- От 1990 г. е заместник-председател на Български туристически съюз.
- От 1985 г. е председател на Българската федерация по спелеология.
- Участва в ръководството на множество международни организации.

Изследванията на ст.н.с. д-р Петър Берон са най-често насочени към пещерната фауна, фауната (предимно акари) на високите планини в света, към прилепите и техните ектопаразити, към историята на зоологията. П. Берон ползва руски, английски и френски език. Автор е на голям брой научни и публицистични трудове.

### Политическа кариера
Д-р Берон влиза в политическия живот на страната като един от основателите на Независимо сдружение „Екогласност“. Дейността му като политик е разнообразна и свързана с различни формации:
- Секретар е на Съюза на демократичните сили от 7 декември 1989 г. до август 1990 г.[3]
- Председател е на Националния координационен съвет (НКС) на СДС от август до декември 1990 г.
- Участник е в Националната кръгла маса през 1990 г.
- През юни 1990 г. е избран за народен представител от СДС в VII велико народно събрание. Подписва новата Конституция на Република България. На 2 декември 1990 г. е обвинен, че е сътрудничил на Държавна сигурност. На 4 декември 1990 г. по искане на Петко Симеонов НКС на СДС гласува оставката му от председателския пост. Напуска СДС през 1991 г.
- На президентските избори през януари 1992 г. е кандидат за вицепрезидент като подгласник на Жорж Ганчев. Оттогава датира крилатата фраза „Кажи си приказката, Бероне!“. Двойката събира 16,78% от гласовете и остава на трето място.
- Кандидат за президент е от партия „Съюз България“ на президентските избори на 11 ноември 2001 г. и получава 1,1% от гласовете
- Заместник-председател е на Съюза на патриотичните сили „Защита“.
- Депутат е от София-окръг в XL народно събрание в парламентарна група на Коалиция Атака.
- Избран е за заместник-председател на XL народно събрание.
- Напуска парламентарната група на коалиция „Атака“ на 3 октомври 2006 г.[4]
- На президентските избори на 22 октомври 2006 г. е издигнат от инициативен комитет за кандидат-президент. Събира по-малко от 1% от гласовете.

## Скандали

### Агент на ДС
През 2006 г. бившият президент Желю Желев казва, че е чел досието от Държавна сигурност на Берон, включително негови доноси, къде се събира „Екогласност“, какви инициативи има, кой какво е казал. Според Желев някой е излъгал Берон, че досието му е унищожено, но и той не знае къде се намира това досие. Петър Берон категорично отрича да е бил агент на ДС.
През 2007 година се установява, че Петър Берон е сътрудник и осведомител на Шесто управление на Държавна сигурност от 1969 година. През 1990 година е издадено искане за заличаване на част от данните за него в архива.